# Lucian Sânmărtean
Lucian Iulian Sănmărtean (n. 13 martie 1980, Bistrița, România) este un fotbalist român retras din activitate. A debutat în fotbalul profesionist la echipa Gloria Bistrița în sezonul de Divizia A 1998-1999. A mai jucat pentru Panathinaikos FC (a fost cumpărat de la Gloria Bistrița cu 600.000 €) și pentru FC Utrecht. A plecat de la FC Utrecht în septembrie 2008 din cauza accidentărilor. În februarie 2009 a semnat un contract cu Gloria Bistrița, după care în ianuarie 2010 s-a transferat la FC Vaslui, echipă pentru care a jucat 4 ani înainte de a fi desființată, moment când a trecut la Steaua București. Este considerat un bun pasator și dribleur. A jucat trei meciuri la națională pe când activa la Gloria Bistrița, urmând să fie chemat din nou după opt ani. Este considerat de antrenorul Ioan Ovidiu Sabău ca cel mai talentat jucător român de la Hagi încoace. Cariera sa a fost însă marcată de accidentări care i-au oprit ascensiunea în fotbalul mare, astfel că a atins apogeul carierei abia la 34 de ani, puțin înainte de a se retrage.

## Cariera de club
Născut în Bistrița, Sânmărtean a început să joace pentru echipa locală, după ce a fost descoperit de Constantin Sava. S-a alăturat academiei de tineret Vampirii la vârsta de 6 ani.

### Gloria Bistrița
Sânmărtean și-a făcut debutul la prima echipă a Gloriei Bistrița pe 24 aprilie 1999 în victoria cu scorul de 3-1 împotriva celor de la FC Onești din postura de rezervă. S-a impus în scurt timp ca unul dintre cei mai talentați tineri jucători din România. Și-a ajutat echipa să câștige Cupa Ligii din 2000, înscriind la loviturile de departajare în meciul cu FCM Bacău. Și-a mai ajutat de asemenea echipa să ajungă pe locul 3 în sezonul de Divizia A 2002-2003, cea mai bună poziție ocupată vreodată în Liga I de Gloria Bistrița.
Pe 7 ianuarie 2003, jucătorul în vârstă de 23 de ani, era văzut ca un înlocuitor pentru fostul căpitan al Rapidului Constantin Schumacher după plecarea acestuia, informațiile din presa acelor ani sugerând o sumă de 250.000 de euro ca fiind plătită pentru Sânmărtean. Sânmărtean s-a alăturat Rapidului în cantonamentul de iarnă al formației în Antalya, Turcia, dar din motive care au părut stranii la acea vreme, nu a fost lăsat să joace mai mult de 60 de minute în amicalele Rapidului. Pe 2 februarie, a fost diagnosticat ca suferind de hepatită de tip B și C la Institutul de Medicină Sportivă din București. Cu toate acestea, după ce s-a întors la Bistrița, fișa sa medicală a redevenit curată, boala fiind inventată, pentru a acoperi neînțelegerile financiare dintre președinții celor două cluburi.

### Panathinaikos
La 16 iulie 2003, Panathinaikos FC a confirmat plata a 900.000 de euro pentru semnătura conducătorul de joc internațional român. Fostul căpitan al selecționatei sub 21 de ani a României a semnat un contract pe 3 ani, cu opțiune de prelungire pentru încă 2 cu formația din Atena. Sânmărtean a devenit astfel al cincilea român de la Panathinaikos, după Doru Nicolae, Dănuț Lupu, Erik Lincar și Dumitru Mițu. A debutat pentru echipa greacă, la 24 august, în victoria cu 1-0 în fața celor de la Skoda Xanthi. A înscris primul său gol în Cupa Greciei, pe 17 decembrie împotriva celor de la OFI Creta. Pe 14 martie, a înscris primul și unicul său gol în Superliga Greacă, împotriva celor de la Panionis. În primul său sezon în Grecia a câștigat campionatul, și fanii greci l-au numit „Sânmărtean - Micul Magician”. Mai târziu a avut un conflict cu Alberto Malesani și după ce nu a mai jucat timp de mai mult de 2 ani, Sânmărtean și-a reziliat contractul cu Panathinaikos în decembrie 2006.

### Utrecht

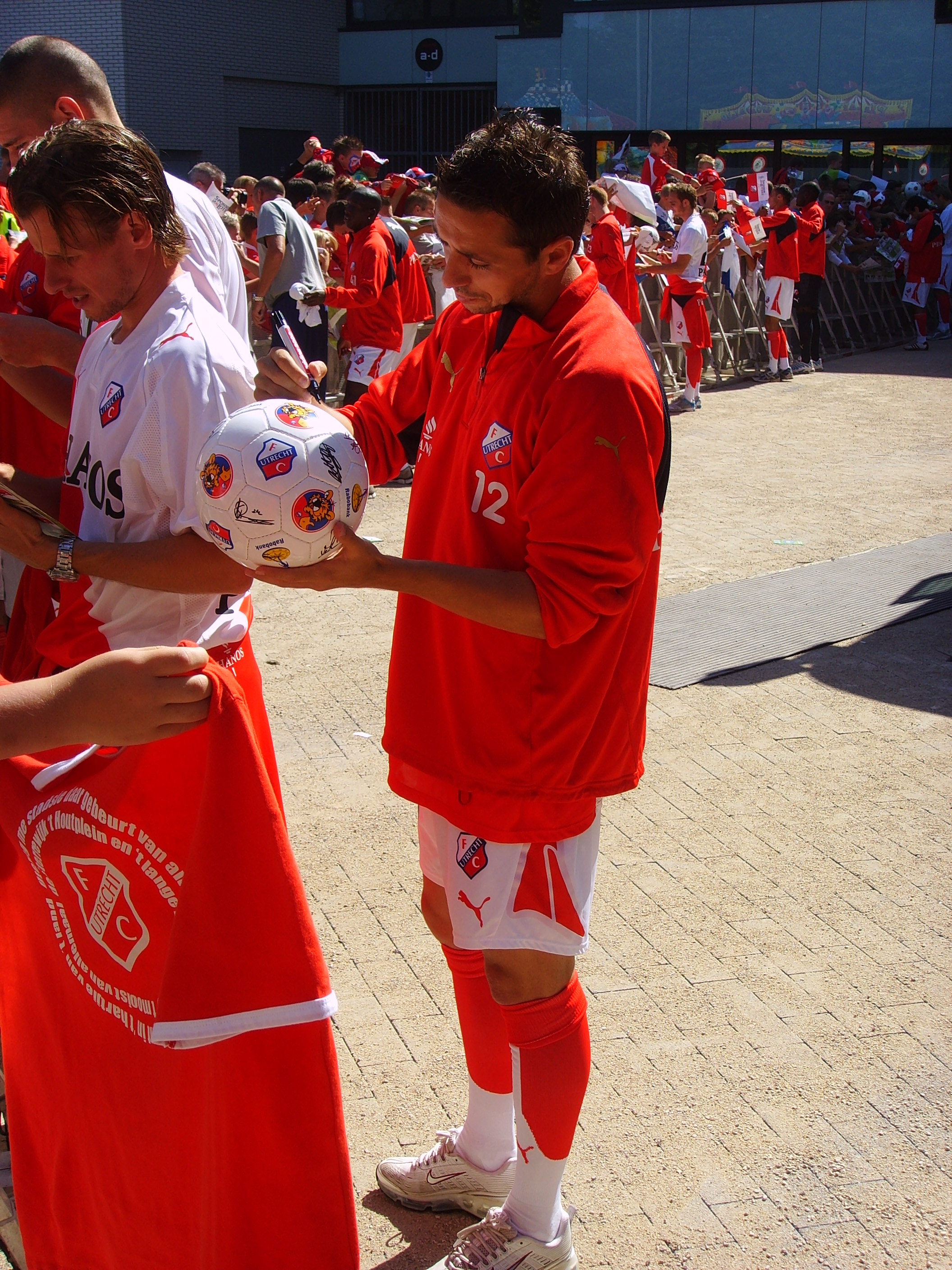
Sânmărtean la Utrecht

Pe 15 februarie 2007, Sânmărtean a semnat un contract de scurtă durată cu Utrecht cu opțiune de prelungire pentru încă 2 ani cu formația din Eredivisie. Românul a fost așteptat pentru a da probe pentru AZ Alkmaar, dar a optat pentru Utrecht. La semnarea contractului, directorul tehnic de atunci al FC Utrecht, Piet Buter, a spus despre Sânmărtean: „Ne-am adus o mină de aur. Este un jucător de Champions League, nu cred că-l vom putea ține prea mult la noi.” În 26 martie, Sânmărtean și-a făcut debutul oficial în Memorialul David Di Tomasso, împotriva formației AS Monaco, primind tricoul cu numărul 12. Pe 8 aprilie, a făcut parte din echipa de start în partida cu Willem II, făcându-și astfel debutul în Eredivisie. Pe 31 august 2008, Utrecht și Sânmărtean au hotărât să pună capăt cooperării, din cauza accidentărilor românului.

### Revenirea la Gloria Bistrița
După ce a devenit liber de contract, Sânmărtean s-a întors la Bistrița. Pe 8 ianuarie 2009, Sânmărtean a început să se antreneze cu prima echipă a Gloriei Bistrița. Pe 25 februarie, a semnat un contract pe o perioadă de șase luni cu fosta sa echipă. A fost trecut pentru prima dată pe foaia de joc în a doua perioadă la Gloria într-un meci de campionat împotriva formației Rapid București pe 1 martie, ca rezervă, după ce a primit tricoul cu numărul 10. Pe 10 aprilie, Sânmărtean a ajutat prima echipă a Gloriei, în remiza, scor 2-2, cu CFR Cluj. A fost primul meci jucat, după reîntoarcerea la Gloria. Pe 23 mai, a jucat meciul cu numărul 100 în Liga I pentru Gloria Bistrița. În iulie, Steaua și-a exprimat interesul pentru playmaker-ul român, dar neînțelegerile legate de salariu l-au convins pe Sânmărtean să-și prelungească contractul cu Gloria.
Pe 19 septembrie, Sânmărtean a înscris primul său gol după decembrie 2004, într-un meci de campionat împotriva Ceahlăului Piatra Neamț. După numirea lui Florin Halagian, Sânmărtean a primit banderola de căpitan. Pe 4 octombrie, a obținut primul punct de la numirea sa ca și căpitan, conducându-și echipa în egalul, scor 1-1, împotriva celor de la Steaua București. Pe 3 decembrie, în urma unui conflict avut cu managerul echipei, Halagian, Gloria Bistrița i-a reziliat contractul lui Sânmărtean.

### Vaslui
La puțin timp după, Sânmărtean a semnat un contract pe 2 ani și jumătate cu formația modoveană, SC Vaslui. Pe 11 februarie, Vaslui a semnat cu fratele lui Sânmărtean, Dinu. A debutat pentru Vaslui pe 21 februarie împotriva celor de la Gaz Metan Mediaș, primind tricoul cu numărul 18. Pe 18 martie, s-a remarcat pentru prima oară la Vaslui, ajutându-l pe Carlo Costly să înscrie, pentru 2-1, împotriva celor de la Poli Iași, din corner. Patru zile mai târziu, a jucat pentru 19 minute pentru prima oară alături de fratele său la Vaslui, Dinu înlocuindu-l pe Hugo Luz în minutul 53, în timp ce Sânmărtean a fost scos de pe teren în minutul 72. Pe 15 aprilie, a înscris pentru prima oară pentru noua sa echipă, împotriva celor de la FC Brașov în Cupa României, înscriind al treilea gol al Vasluiului dintr-o lovitură liberă de la 25 de metri. Vaslui a câștigat cu 4-0, și și-a asigurat un loc în finala Cupei României. Și-a ajutat echipa să termine pe locul 3 în Liga I. Pe 26 mai, a făcut parte din primul 11 care a jucat împotriva celor de la CFR Cluj în finala Cupei României, dar a fost înlocuit la pauză, din cauza unei mici accidentări. Vasluiul a pierdut în cele din urmă la loviturile de departajare. Campania 2009-10 a reprezentat primul sezon a lui Sânmărtean, din ultimii 6 ani, în care nu a suferit vreo accidentare majoră.

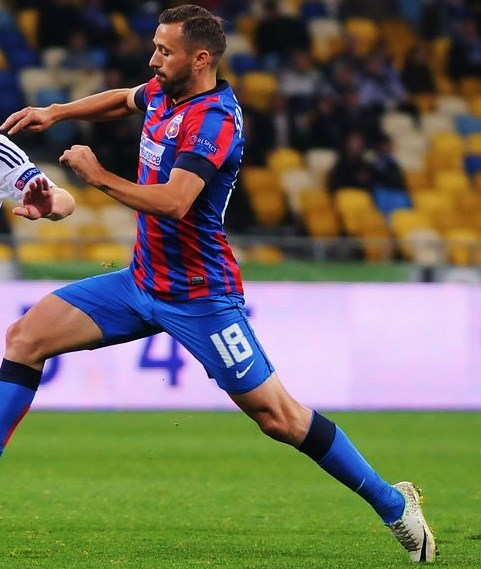
Sânmărtean la Steaua

Sezonul 2010-2011 a început cu eșecul Vasluiului în încercarea de a se califica în faza grupelor Europa League, după ce a fost înfrântă cu 0-2 de francezii de la Lille OSC în play-off. Pe 23 septembrie, a primit primul său cartonaș roșu de la sosirea sa la Vaslui, în meciul de Cupă împotriva celor de la CS Alro Slatina. A înscris primul său gol în Liga I pentru Vaslui, cu un șut de aproape împotriva celor de la CFR Cluj. A marcat al doilea gol în 1 aprilie 2011, cu un șut de la 16 metri, în victoria cu 2-0 împotriva celor de la Unirea Urziceni, astfel menținându-și echipa în lupta pentru titlu. Pe 15 mai a fost pentru prima oară căpitanul Vasluiului, conducându-și echipa în victoria cu 4-2 în meciul împotriva celor de la Sportul Studențesc. În al doilea an la Vaslui, a reușit alături de echipa sa să termine pe locul trei în Liga I, pentru a doua oară consecutiv. Sânmărtean a fost cel mai bun pasator din Liga I, oferind 10 pase pentru echipa sa 
Cu toate că a pierdut întregul presezon datorită unei accidentări, a făcut parte din primul 11 împotriva celor de la Rapid București, în primul meci din tur al Vasluiului. Pe 18 august, în victoria cu 2-0 împotriva echipei Sparta Praga, a înscris primul gol și a pasat pentru al doilea, conducându-și formația în calificarea istorică în grupele Europa League. Pe 11 septembrie, Sânmărtean a înscris al treilea gol al Vasluiului în victoria de acasă cu 3-1 în fața echipei Dinamo București. Pe 18 noiembrie, Sânmărtean a semnat un nou contract pe trei ani și jumătate cu SC Vaslui. Pe 8 decembrie, a primit primul premiu individual, fiind ales Mijlocașul Anului la gala premiilor Fanatik. Pe 19 decembrie, Sânmărtean a fost desemnat Fotbalistul Anului în Liga I de către LPF și FRF la gala premiilor Fotbalului Românesc. Pe 22 decembrie, a ocupat poziția secundă în topul organizat de publicația Gazeta Sporturilor, cel mai bun Fotbalist Român al Anului fiind ales Gabriel Torje. Sânmărtean a fost votat drept cel mai bun Fotbalist Român al Anului din Liga I de cititorii Prosport. Pe 15 martie a dat două pase de gol în victoia din deplasare, 3-2, cu Oțelul Galați. În urma acestui meci echipa s-a calificat pentru a treia oară în ultimii patru ani în semifinalele Cupei României. În turul sezonului 2012-2013 a marcat patru goluri, dintre care unul din penalty.

### FC Steaua București
Lucian Sânmărtean a semnat pe data de 10 februarie 2014 un contract cu campioana României, FC Steaua București, fiind unul dintre cei mai bine plătiți jucători de la această echipă, alături de Claudiu Keșeru, colegul său din atac. A marcat la debut din penalty în minutul 44 al partidei câștigate de Steaua cu 4–0 în fața Concordiei Chiajna.
Încă din cursul toamnei a devenit vedeta echipei, tehnica sa aducându-i numeroase laude. Ionuț Badea l-a numit „magician”, iar la sfârșitul turului era cel mai bun pasator al Ligii I. Sânmărtean a ieșit în evidență însă și prin unele gesturi mai puțin sportive față de colegii și antrenorul său, refuzând să dea mâna cu antrenorul sau să salute galeria la unele meciuri după ce era înlocuit.
Cu toată evoluția bună a lui Sânmărtean, în toamna lui 2014 Steaua a avut un sezon mai degrabă nereușit, ratând calificarea în grupele Ligii Campionilor și nereușind nici să iasă din grupele Europa League. Astfel, la sfârșitul sezonului, clubul a acceptat o ofertă pentru a-l lăsa să plece la Ittihad FC, pe un salariu anual de circa 900.000 de euro.

### Ittihad FC
La 3 ianuarie 2015, a semnat liber (întrucât se afla în ultimele șase luni de contract cu Steaua) un contract cu Al-Ittihad pe o perioadă de un an și jumătate. În 31 de meciuri de campionat pentru această echipă, a marcat șase goluri, inclusiv în ultimul meci, după care a fost salutat de fanii echipei.

### Revenirea în România la Pandurii
În România, Sânmărtean a revenit la Pandurii Târgu Jiu, pe un contract pe un an,  fiind interesat, conform propriei declarații, de „bucuria de a juca fotbal”. Clubul a întâmpinat probleme financiare însă în acel sezon, iar în noiembrie Sânmărtean a acceptat să rămână până la sfârșitul anului, după care însă și-a căutat altă echipă.

### Taawon
În cele din urmă, în ianuarie 2017 Sânmărtean a ales să meargă din nou în Arabia Saudită, să lucreze la Al-Taawon FC cu Constantin Gâlcă, care îl antrenase și la Steaua. Gâlcă a fost concediat însă două luni mai târziu, Sânmărtean hotărând să rămână doar până în vară, deși inițial se pregătea de prelungirea contractului.

### FC Voluntari și finalul carierei
După finalul acelui sezon, Lucian Sânmărtean a revenit în România, alegând FC Voluntari în dauna lui Dinamo, deoarece dorea timp să își revină cu pregătirea fizică. Pentru Voluntari a jucat însă doar 5 meciuri, fără a marca gol. În pauza competițională de iarnă, el își evalua favorabil pregătirea fizică. Deși spera ca echipa să prindă play-offul, ea a ajuns să joace baraj pentru menținerea în prima ligă, Sânmărtean nefiind folosit de Adrian Mutu în meciurile de baraj, deși a fost pe banca de rezerve și trimis la încălzire în retur.

## Cariera internațională
Fostul căpitan al naționalei sub 21 de ani a României a punctat prima selecție în meciul amical împotriva Croației pe 20 noiembrie 2002. Sănmârtean a fost, după spusele lui Hagi, un fotbalist neîncrezător în capabilitățile sale. Din cauza zvonurilor legate de hepatită nu a fost convocat pentru câteva luni la echipa națională, dar a fost rechemat pentru amicalul cu Lituania. Pe 23 mai 2011, a fost rechemat pentru meciul împotriva Bosniei Herțegovina din grupa D preliminară a Euro 2012. Cu toate acestea, după numirea lui Victor Pițurcă ca antrenor al naționalei României, Sânmărtean nu a fost convocat pentru amicalul cu San Marino, în pofida formei bune în care se afla. Fanii românului a făcut o petiție numită „Sânmărtean la echipa națională” pe Facebook care nu a avut nici un efect pentru că nu a fost convocat din nou. Totuși, Lucian a fost chemat pentru meciurile de calificare împotriva Belarusului și Albaniei în octombrie 2011.
În 2014, ieșit din nou la rampă la Steaua, Sânmărtean a revenit la națională în preliminariile pentru Campionatul European de Fotbal din 2016. Primul meci la care a participat a fost cel cu Ungaria pe teren propriu, în care a dat pasa de la care a pornit golul României. A fost schimbat în minutul 67, iar după ieșirea sa jocul naționalei a suferit și a fost egalată. Apoi, în meciul cu Finlanda în deplasare, a intrat în locul lui Alexandru Chipciu, și după 5 minute a executat cornerul în urma căruia Bogdan Stancu a înscris primul gol, apoi a obținut eliminarea lui Alexander Ring⁠(en)[traduceți] și, în finalul meciului, a pasat pentru un al doilea gol al lui Stancu. După plecarea lui Victor Pițurcă de la națională, Sânmărtean a fost convocat din nou de Anghel Iordănescu pentru meciul cu Irlanda de Nord, câștigat cu 2-0. Deși în acest meci Paul Papp a fost eroul, marcând ambele goluri, Sânmărtean a fost remarcat atât de Iordănescu, care l-a făcut „artist”, cât și de antrenorul adversarilor, Michael O'Neill⁠(en)[traduceți], care a spus despre el că „nu ști[e] unde a stat până [atunci]”.

## După finalul carierei
Sânmărtean s-a retras din fotbal în iulie 2018, după un ultim sezon la FC Voluntari. Două luni mai târziu, a fost numit manager sportiv al loturilor naționale de juniori ale României.
Între septembrie 2020 și mai 2022 a colaborat cu televiziunea Eurosport, la emisiunea Premier League Show în care sunt analizate meciurile din campionatul de fotbal al Angliei.

## Viața personală
Are un frate mai tânăr, Dinu, tot fotbalist, cu care a fost coleg la Gloria Bistrița și FC Vaslui, și care acum joacă într-o ligă regională de amatori din Germania. Pe 14 aprilie 2010, Sânmărtean s-a căsătorit cu fosta atletă Maria Rus. Pe 27 iulie 2010 a devenit tatăl unei fetițe.

## Palmares

### Club
- Gloria Bistrița:
  - Cupa Ligii: 2000
- Panathinaikos:
  - Superliga Greacă: 2003-04
  - Cupa Greciei: 2003-04
- Steaua București:
  - Liga I: 2013–14, 2014–15
  - Cupa României: 2014–15
  - Cupa Ligii: 2014–15

## Statistică
Date furnizate de Transfermarkt.com.
| Club            | Sezon         | Campionat | Campionat | Cupă    | Cupă   | Europa  | Europa | Altele  | Altele | Total   | Total  | Total |
| Club            | Sezon         | Meciuri   | Goluri    | Meciuri | Goluri | Meciuri | Goluri | Meciuri | Goluri | Meciuri | Goluri |       |
| --------------- | ------------- | --------- | --------- | ------- | ------ | ------- | ------ | ------- | ------ | ------- | ------ | ----- |
| Gloria Bistrița | 1998–99       | 1         | 0         | 0       | 0      | 0       | 0      | 0       | 0      | 1       | 0      |       |
| Gloria Bistrița | 1999–00       | 9         | 0         | 2       | 0      | 0       | 0      | 0       | 0      | 12      | 0      |       |
| Gloria Bistrița | 2000–01       | 26        | 2         | 2       | 0      | 0       | 0      | 0       | 0      | 28      | 2      |       |
| Gloria Bistrița | 2001–02       | 27        | 3         | 2       | 1      | 1       | 0      | 0       | 0      | 30      | 4      |       |
| Gloria Bistrița | 2002–03       | 26        | 7         | 1       | 0      | 3       | 0      | 0       | 0      | 30      | 7      |       |
| Gloria Bistrița | 2003–04       | 0         | 0         | 0       | 0      | 3       | 3      | 0       | 0      | 3       | 3      |       |
| Total           | Total         | 89        | 12        | 8       | 1      | 7       | 3      | 0       | 0      | 104     | 16     |       |
| Panathinaikos   | 2003–04       | 18        | 1         | 4       | 1      | 4       | 0      | 0       | 0      | 26      | 2      |       |
| Panathinaikos   | 2004–05       | 6         | 0         | 0       | 0      | 1       | 1      | 0       | 0      | 7       | 1      |       |
| Panathinaikos   | 2005–06       | 0         | 0         | 0       | 0      | 0       | 0      | 0       | 0      | 0       | 0      |       |
| Panathinaikos   | 2006–07       | 0         | 0         | 0       | 0      | 0       | 0      | 0       | 0      | 0       | 0      |       |
| Total           | Total         | 24        | 1         | 4       | 1      | 5       | 1      | 0       | 0      | 33      | 3      |       |
| Utrecht         | 2006–07       | 2         | 0         | 0       | 0      | 0       | 0      | 0       | 0      | 2       | 0      |       |
| Utrecht         | 2007–08       | 14        | 0         | 0       | 0      | 0       | 0      | 0       | 0      | 14      | 0      |       |
| Utrecht         | 2008–09       | 1         | 0         | 0       | 0      | 0       | 0      | 0       | 0      | 1       | 0      |       |
| Total           | Total         | 17        | 0         | 0       | 0      | 0       | 0      | 0       | 0      | 17      | 0      |       |
| Gloria Bistrița | 2008–09       | 11        | 0         | 0       | 0      | 0       | 0      | 0       | 0      | 11      | 0      |       |
| Gloria Bistrița | 2009–10       | 15        | 1         | 1       | 0      | 0       | 0      | 0       | 0      | 16      | 1      |       |
| Total           | Total         | 26        | 1         | 1       | 0      | 0       | 0      | 0       | 0      | 27      | 1      |       |
| Vaslui          | 2009–10       | 16        | 0         | 3       | 1      | 0       | 0      | 0       | 0      | 19      | 1      |       |
| Vaslui          | 2010–11       | 29        | 2         | 1       | 0      | 2       | 0      | 0       | 0      | 32      | 2      |       |
| Vaslui          | 2011–12       | 31        | 2         | 4       | 0      | 10      | 0      | 0       | 0      | 45      | 2      |       |
| Vaslui          | 2012–13       | 29        | 7         | 1       | 0      | 4       | 0      | 0       | 0      | 34      | 7      |       |
| Vaslui          | 2013–14       | 16        | 0         | 2       | 0      | 0       | 0      | 0       | 0      | 18      | 0      |       |
| Total           | Total         | 121       | 11        | 11      | 1      | 16      | 0      | 0       | 0      | 148     | 11     |       |
| Steaua          | 2013–14       | 1         | 1         | 0       | 0      | 0       | 0      | 0       | 0      | 1       | 1      |       |
| Total           | Total         | 1         | 1         | 0       | 0      | 0       | 0      | 0       | 0      | 1       | 1      |       |
| Total carieră   | Total carieră | 278       | 26        | 23      | 3      | 28      | 4      | 0       | 0      | 330     | 34     |       |